# برزرک: میلینیوم فالکون هن سیما سنکی نو شو
آرک امپراتوری میلینیوم برزرک: فصل نبرد اهریمن مقدس (ژاپنی: ベルセルク 千年帝国の鷹篇 聖魔戦記の章 هپبورن: Beruseruku Sennen Teikoku No Taka Hen Seima Senki no Shō) یک بازی ویدئویی به سبک اکشن-ماجراجویی است که توسط شرکت ژاپنی یوکس توسعه یافته و به‌وسیلهٔ سمی کورپوریشن و به‌طور انحصاری برای کنسول پلی‌استیشن ۲ منتشر شده‌است. این دومین بازی ویدئویی به‌شمار می‌رود که با الهام از مجموعه مانگای برزرک به قلم کنتارو میورا ساخته شده‌است. رخدادهای این بازی بین خط داستانی جلدهای ۲۲ و ۲۷ نسخهٔ مانگا اتفاق می‌افتد.
قسمت قبلی این بازی به نام شمشیر برزرک: خشم گاتس توسط اسکی کورپوریشن و در سال ۱۹۹۹ برای کنسول دریم‌کست منتشر شد.